# Sportovní střelba na Letních olympijských hrách 1972
Střelecké soutěže na Olympijských hrách v Mnichově 1972 se konaly od 27. srpna do 2. září 1972.

## Medailisté

### Muži
| Kategorie                                            | Zlato                  | Stříbro                  | Bronz                  |
| ---------------------------------------------------- | ---------------------- | ------------------------ | ---------------------- |
| 50 metrů libovolná pistole                           | Ragnar Skanåker (SWE)  | Dan Iuga (ROU)           | Rudolf Dollinger (AUT) |
| 25 metrů rychlopalná pistole                         | Józef Zapędzki (POL)   | Ladislav Falta (TCH)     | Viktor Torshin (URS)   |
| 50 metrů průběžný cíl                                | Yakov Zheleznyak (URS) | Helmut Bellingrodt (COL) | John Kynoch (GBR)      |
| 50 metrů libovolná malorážka 60 ran vleže            | Ri Ho-jun (PRK)        | Vic Auer (USA)           | Nicolae Rotaru (ROU)   |
| 50 metrů libovolná malorážka 3×40 ran polohový závod | John Writer (USA)      | Lanny Bassham (USA)      | Werner Lippoldt (GDR)  |
| 300 metrů puška - (tři pozice)                       | Lones Wigger (USA)     | Boris Melnik (URS)       | Lajos Papp (HUN)       |
| Skeet                                                | Konrad Wirnhier (FRG)  | Jevgenij Petrov (URS)    | Michael Buchheim (GDR) |
| Trap                                                 | Angelo Scalzone (ITA)  | Michel Carrega (FRA)     | Silvano Basagni (ITA)  |